# Diplosiola bursaria
Diplosiola bursaria är en tvåvingeart som beskrevs av Solinas 1965. Diplosiola bursaria ingår i släktet Diplosiola och familjen gallmyggor.
Artens utbredningsområde är Italien. Inga underarter finns listade i Catalogue of Life.